# 소 푸타르크

소 푸타르크(younger Futhark) 또는 스칸디나비아 룬 문자는 룬 문자의 일종으로, 대 푸타르크가 간략화된 것이다. "푸타르크"란 맨 앞의 여섯 문자 ᚠᚢᚦᚬᚱᚴ(라틴 문자로는 FUTHARK)를 그대로 읽은 것이다. 16개 문자로 이루어져 있으며 7 ~ 8세기의 "전이 시대" 이후 9세기경부터 사용되었다. 대 푸타르크가 소 푸타르크로 변함과 동시기에 노르드 조어도 노르드어로 진화했다.

## 문자 목록
- ᚠ 페(fé; "부유함") - ㅍ[f]
- ᚢ 우르(úr; "철"/"비") -  ㅜ/ㅟ/ㅗ/ㅚ[u/v/w/, y, o, ø]
- ᚦ 투르스(Thurs; "거인") -  ㅆ/ㅌ/ㄷ[þ, ð]
- ᚬ 아스(As; "신") -  ㅏ/ㅗ/ㅔ[ą, o, æ]
- ᚱ 레이드(reið; "말달리기") - ㄹ[r]
- ᚴ 카운(kaun; "궤양" 혹은 kenaz; "횃불") -  ㅋ/ㄱ[k, g]
- ᚼ 하갈(hagall; "우박") - ㅎ[h]
- ᚾ 나우드(nauðr; "필요") - ㄴ[n]
- ᛁ 이사(ísa; "얼음") -  ㅣ/ㅔ[i, e]
- ᛅ 아르(ár; "풍요") -  ㅏ/ㅔ[a, æ]
- ᛋ 솔(sól; "태양") - ㅅ[s]
- ᛏ 튀르(Týr) -  ㅌ/ㄷ[t, d]
- ᛒ 뵤르크(bjǫrk; "자작나무") -  ㅂ/ㅍ[b, p]
- ᛘ 마드르(maðr; "사람") - ㅁ[m]
- ᛚ 로그(lǫgr; "바다") - ㄹ[l]
- ᛦ 위르(yr; "주목나무") - ㄹ[ʀ]